# کالینیوکا

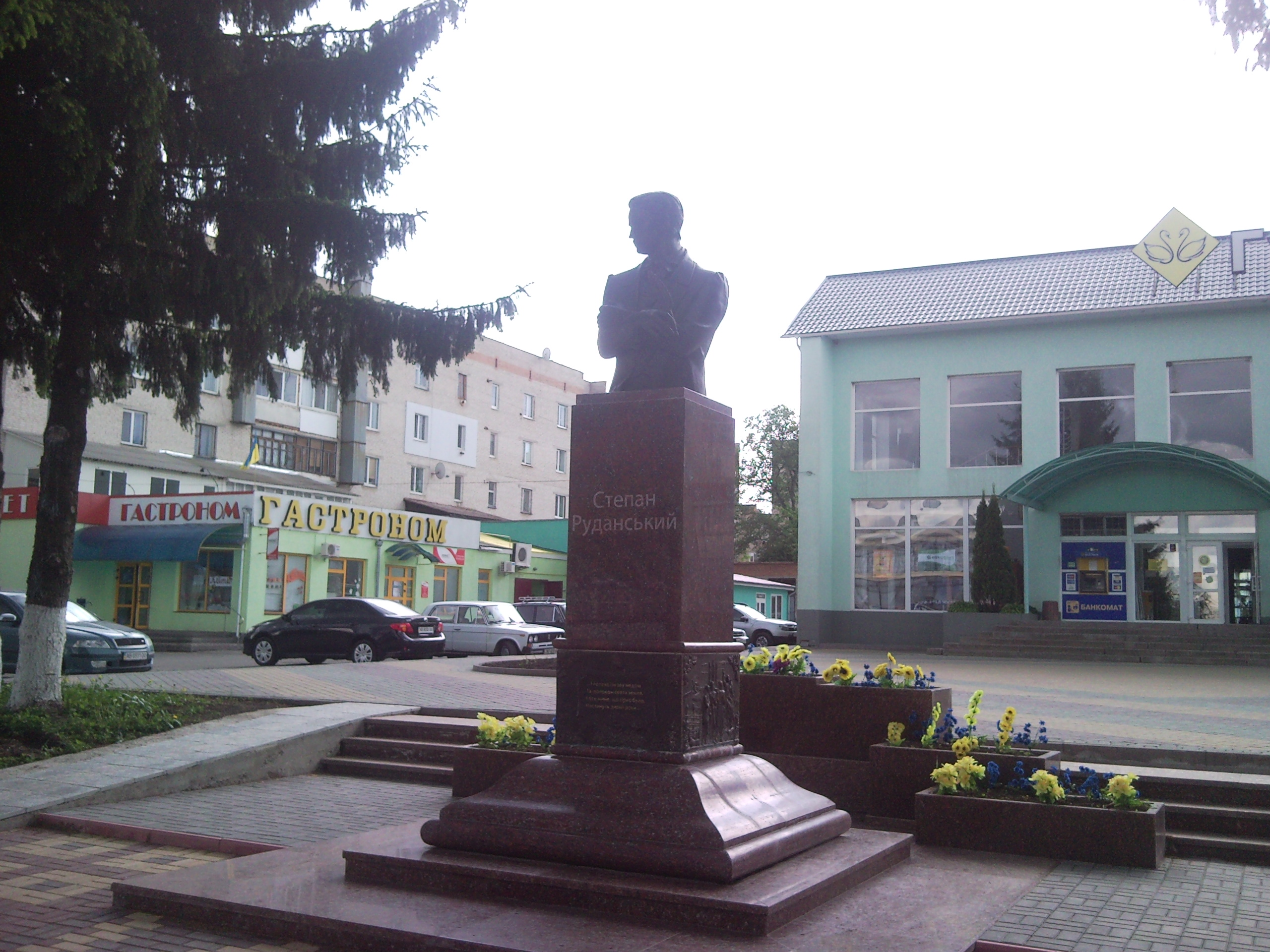
تندیس استپان رودانسکی (شاعر اوکراینی) در شهر کالینیوکا - ۲۰۱۴

کالینیوکا (به اوکراینی: Калинівка) شهری در استان وینیتسیا در کشور اوکراین است. جمعیت این شهر ۱۸,۶۹۵ نفر (۲۰۲۱ تخمینی) است.